# Inducks
I.N.D.U.C.K.S. (lub Inducks) – dostępna za darmo baza danych, która dąży do zindeksowania wszystkich komiksów Disneya wydrukowanych na świecie. Projekt powstał w 1992 roku. Nazwa pochodzi od połączenia słów index (z ang. „wykaz”) i ducks („kaczki”). Obecnie baza zbiera informacje o publikacjach, historyjkach, postaciach, autorach komiksów oraz wiele innych informacji. Większość użytkowników korzysta z I.N.D.U.C.K.S. poprzez wyszukiwarkę oraz interfejs przeglądania na stronie COA, która jest codziennie aktualizowana na podstawie danych z I.N.D.U.C.K.S., i jest dostępna w czternastu językach (od maja 2007 roku także po polsku).
Chociaż COA używa danych z I.N.D.U.C.K.S., nie jest jednak jego częścią, ale umożliwia użytkownikom nawigację i wyszukiwanie informacji, które w formie nieprzetworzonej są bardzo niewygodnymi w przeglądaniu plikami tekstowymi. Każdy indeks zamieszczony w COA zawiera odnośniki współzależne. Oznacza, że np. jeśli użytkownik przegląda indeks konkretnego wydania komiksowego, może kliknąć na jedną z zawartych w nim historyjek, aby poznać szczegóły historyjki, między innymi scenarzystów i rysowników, oraz dowiedzieć się, w jakich innych wydaniach komiksowych na świecie ta historyjka została wydrukowana.
Z około 140 031 zindeksowanych komiksów, I.N.D.U.C.K.S. jest drugą co do wielkości darmową bazą danych o komiksach, zaraz po Grand Comic-book Database (GCD), która zawiera w swoich zasobach ponad 190,103 zindeksowanych wydań komiksowych.
W sierpniu 2011 roku na INDUCKS pojawił się 100-tysięczny indeks czasopisma.